# Les West
Les West, właśc. Leslie George West (ur. 11 listopada 1943 w Stoke-on-Trent) – brytyjski kolarz szosowy, srebrny medalista mistrzostw świata.

## Kariera
Największy sukces w karierze Leslie West osiągnął w 1966 roku, kiedy zdobył srebrny medal w wyścigu ze startu wspólnego amatorów podczas mistrzostw świata w Nürburgu. W zawodach tych wyprzedził go jedynie Holender Evert Dolman, a trzecie miejsce zajął Duńczyk Willy Skibby. Był to jednak jedyny medal wywalczony przez Westa na międzynarodowej imprezie tej rangi. Ponadto wygrał Star Trophy w 1965 roku, Milk Race w latach 1965 i 1967, Irish Sea Tour of the North w 1968 roku oraz Isle of Wight Tour w latach 1969 i 1979. Dwukrotnie zdobywał złote medale mistrzostw Wielkiej Brytanii w wyścigu ze startu wspólnego zawodowców: w 1970 i 1975 roku. W 1976 roku wystartował także w tej samej konkurencji na igrzyskach olimpijskich w Montrealu, ale nie zdołał ukończyć rywalizacji. Jako zawodowiec startował w latach 1969–1979.